# Seznam hlavních postav Světa Poledne
Tento seznam obsahuje přehled nejdůležitějších postav Světa Poledne, vesmíru 22. století, ve kterém se odehrává velká část vědeckofantastických knih ruských sovětských spisovatelů bratrů Strugackých.

## Lev Vjačeslavovič Abalkin
Narodil se roku 2138 jako jeden z tzv. „nalezenců“ z tzv. sarkofágu, kam je uložila záhadná supercivilizace Poutníků. Na základě požadavků Komkomu-2, jmenovitě Rudolfa Sikorského, se stal progresorem a působil na planetě Sarakš, kde se zúčastnil navazování kontaktů s inteligentními psy s velkými hlavami, tzv. Hlaváči. Pracoval také na Gigandě, kde se seznámil s dalším z nalezenců, Kornějem Jašmaou, aniž by ovšem věděl o jeho původu.. Roku 2170 byl poslán zpět na Sarakš, odkud roku 2178 tajně odletěl na Zem. Rudolf Sikorski a Maxim Kammerer z Komkonu-2 se jej snažili najít, protože Sikorski byl přesvědčen, že u Albalkina se právě spustil lidstvu nebezpečný program, vložený do něj Poutníky. Abalkin využije svou přítelkyni z dětství Maju Glumovovou k tomu, aby se dostal v Muzeu mimozemských kultur k tzv. detonátoru, označenému jeho značkou, a přitom je Sikorským zastřelen. V podstatě je hlavní postavou románu Brouk v mraveništi.

## Leonid Andrejevič Gorbovskij
Jde o jednou z hlavní postav Světa Poledne. Poprvé je zmíněn v povídce Zvláštní předpoklady, když se někdy kolem roku 2069 zúčastnil 2. hvězdné výpravy jako velitel fotonové lodi Tariel. Z toho plyne, že v poslední knize Světa Poledne, odehrávající se roku 2199 mu muselo být více než 150 let. Jde o známého vědce, zaměstnance Komkonu a člena Světové rady. Podílel se na výzkumu vlivu mimozemské supercivilizace Poutníků na lidstvo. Vystupuje v knihách Poledne, 22. století, Ničivá vlna, Nepokoj, Špunt,  Brouk v mraveništi a Vlny ztišují vítr. Žádný text obou bratrů však nevysvětluje, jak se Leonid Gorbovskij zachránil před ničivou energetickou vlnou při katastrofě na planetě Duha (viz knihu Ničivá vlna), která se stala rok 2156. V románu Špunt, který se odehrává roku 2160 totiž vystupuje opět zdravý a živý.

## Toivo Glumov
Narodil se roku 2167 jako jediný syn Mají Glumovové (otec je neznámý, hypotéza, že je synem Lva Abalkina nemá textech obou bratrů žádnou oporu). Stal se progresorem a později zaměstnancem Komkomu-2. Od rok 2195 vyšetřoval společně s Maximem Kammererem sérii záhadných událostí na Zemi, což vedlo k odhalení dalšího stupně vývoje inteligentních bytostí na Zemi, tzv. lidenů. Sám Glumov se později stal také lidenem. Jako dítě se objevuje v knize Brouk v mraveništi a pak v románu Vlny ztišují vítr.

## Maja Toivovna Glumovová
Narodila se roku 2141. Jako dítě byla spolužačkou Lva Abalkina, jednoho z „nalezenců“ ze sarkofágu, se kterým uzavřela přátelství. Po střední škole absolvovala kurzy pro zaměstnance Komkonu, vystudovala historii a roku 2162 se pod vedením Gennadije Komova podílela na projektu Archa. Roku 2167 se jí narodí syn Toivo (otec je neznámý). Roku 2178 byla pracovnicí zvláštního fondu Muzea mimozemských kultur a stala se svědkem zastřelení Lva Abalkina Rudolfem Sikorským. Od roku 2199 pracovala na Sorbonně. Vystupuje v knihách Špunt, Brouk v mraveništi a Vlny ztišují vítr.

## Korněj Janovic Jašmaa
Narodil se roku 2138 a je, stejně jako Lev Abalkin, jedním z tzv. „nalezenců“, narozených ze zárodků objevených v tzv. sarkofágu, kam je uložila záhadná supercivilizace Poutníků. Byl prvním z nalezenců, který byl informován o svém původu (roku 2162) a začal spolupracovat s pozemskou vládou. Jako progresor se podílel na úspěšném zastavení válečného konfliktu na planetě Giganta. Objevuje v knihách Chlapík z pekla a Brouk v mraveništi.

## Maxim Kammerer
Narodil se roku 2137. Roku 2157 ztroskotal na planetě Sarakš zmítané válkami. V následujících šesti měsících se na planetě aktivně zúčastnil místních politických událostí a válek a také objevil Hlaváče, rasu inteligentních psů s velikými hlavami. Na planetě se také seznámil s progresorem Rudolfem Sikorskym, agentem Galaktické bezpečnosti, stal se jeho učedníkem a později zaměstnancem Komkomu-2. Roku 2178 mu Sikorski přikázal vypátrat „nalezence“ Lva Abalkina, který tajně odletěl z planety Sarakš a nepřihlásil se při vstupu na Zem. V dalších letech se ještě jednou vrátil na Sarakš v rámci projektu Bílá královna, a jako jedinému pozemšťanovi se mu podařilo proniknout do hlavního města Ostrovní říše. Roku 2195 byl již náčelníkem Komkonu-2. Protože byl přesvědčen, že tajemná supercivilizace Poutníků provádí na lidstvu progresorství, rozhodl se vypracovat co nejpravděpodobnější model jejich progresorské činnosti. Zahájil vyšetřování, které vede k odhalení, že na Zemi žijí a pracují uvědomělí pomahači Poutníků, kteří se označují jako lidenové a kteří tvoří další stupeň vývoje inteligentních bytostí na Zemi. Vystupuje v knihách Obydlený ostrov, Brouk v mraveništi, Vlny ztišují vítr a v torzu románu Bílá královna.

## Gennadij Jurjevič Komov
Narodil se roku 2104. Získal doktorát z xenopsychologie (nauka o chování mimozemských inteligentních bytostí). Roku 2133 se zúčastnil výpravy na planetu Leonida, která uskutečnila první krátký kontakt s tamější humanoidní rasou vyznávající biotechnologický rozvoj. Roku 2137 již byl členem Komkonu a dohlížel na výzkum sarkofágu s tzv. „nalezenci“. Roku 2160 byl vedoucím výsadku expedice Archa. Roku 2162 se stal ředitelem Komkonu a řídil kontakt s Hlaváči, rasou inteligentních psů s velikými hlavami na planetě Sarakš. Roku 2199 se jako člen Světové rady společně s Leonidem Gorkovským podílel na jednání s lideny. Vystupuje v knihách Poledne, 22. století, Nepokoj, Špunt, Brouk  v mraveništi a Vlny ztišují vítr.

## Sergej Ivanovič Kondratěv
Je jednou z klíčových postav knihy Poledne, 22. století. Narodil někdy na konci 20. století. Roku 2017 se zúčastnil experimentu s fotonovým planetoletem Tajmyr, který měl za úkol dosáhnout rychlosti světla a který po nečekaném skoku v hyperprostoru zmizel. Na zem se planetolet vrátil až po sto letech (roku 2119), přičemž z jeho posádky přežil pouze Kondratěv a Jevgenij Slavin. Oba se museli přizpůsobit novému světu. Kondratěv se na radu Leonoda Gorkovského stane oceánografem.

## Michail Albertovič Sidorov
Narodil se roku 2104. Byl spolužákem Gennaduje Komova a stal se biologem. Společně s Leonidem Gorbovským se roku 2127 zúčastnil expedice na planetu Vladislava. Roku 2134 havaroval s vrtulníkem na planetě Pandora a v neprostupném lese objevil humanoidní domorodce. Roku 2160 byl velitelem základny projektu Archa. Roku 2193 se stal náčelníkem jedné sekce Komkomu-2. Jeho podřízeným byl Maxim Kammerer, který vyšetřoval působení vlivu mimozemské supercivilizace Poutníků na lidstvo. Objevuje se v knihách Poledne, 22. století, Nepokoj, Špunt a Vlny ztišují vítr.

## Rudolf Sikorski
Narodil roku 2075 a je etnickým Němcem. Roku 2137, v době nalezení tzv. sarkofágu s „nalezenci“  byl členem Světové rady a náčelníkem Komkomu-2. Vypracoval zásadní bezpečnostní požadavky na novorozence, kteří se narodí ze zárodků uložených supercivilizací Poutníků do sarkofágu. Jako progresor se zúčastnil projektu záchrany civilizace na válkou zničené planetě Sarakš. Zde s seznámil se svým učedníkem Maxem Kammerem. Když roku 2178 jeden z nalezenců, Lev Abalkin tajně odletěl z planety Sarakš a nepřihlásil se při vstupu na Zem, poručil Kammererovi, aby jej vypátral. Případ skončil tragicky. Sikorski se domníval, že v Abalkinovi byl spuštěn lidstvu nepřátelský program vložený do něj Poutníky, a zastřelil jej. Brzy poté byl nucen rezignovat. Na základě těchto událostí vznikl později odborný termín „Sikorského syndrom“ pro označení nekontrolovatelného strachu z možných mimozemských intervenčních sil. Sikorski vystupuje v knihách Obydlený ostrov a  Brouk v mraveništi. V románu Vlny ztišují vítr se dozvídáme, že roku 2195 je již mrtev.

## Jevgenij Markovič Slavin
Je jednou z klíčových postav knihy Poledne, 22. století. Narodil se někdy na konci 20. století jako první dítě narozené na Marsu. Roku 2017 se zúčastnil experimentu s fotonovým planetoletem Tajmyr, který měl za úkol dosáhnout rychlosti světla a který po nečekaném skoku v hyperprostoru zmizel. Na zem se planetolete vrátil až po sto letech (roku 2119), přičemž z jeho posádky přežil pouze Slavin a Sergej Kondratěv. Oba se museli přizpůsobit novému světu. Slavin se stane novinářem.